# Johannes Holzhausen
Johannes Holzhausen (Salisburgo, 29 luglio 1960) è un regista e drammaturgo tedesco.

## Biografia
Vive e lavora a Vienna dal 1980 e nel 1995 termina gli studi nella Vienna Film Academy.Fondatore del film navigator. Partecipa al festival internazionale di Marsiglia 2002 con il film Su tutti i mari del mondo ma dopo aver superato la selezione ufficiale,non vince alcun premio.

## Ascendenza
|                                    |                                     |                                         | Genitori                                |  |  | Nonni |  |  | Bisnonni                                  |  |  | Trisnonni                           |  |
|                                    |                                     |                                         |                                         |  |  |       |  |  | Friedrich Wilhelm Heinrich von Holzhausen |  |  | Friedrich Carl Anton von Holzhausen |  |
|                                    |                                     |                                         |                                         |  |  |       |  |  | Friedrich Wilhelm Heinrich von Holzhausen |  |  | Friedrich Carl Anton von Holzhausen |  |
|                                    |                                     | Antonie Schäfer                         |                                         |  |  |       |  |  | Friedrich Wilhelm Heinrich von Holzhausen |  |  |                                     |  |
| Kurt Ludwig Hermann von Holzhausen |                                     |                                         |                                         |  |  |       |  |  | Friedrich Wilhelm Heinrich von Holzhausen |  |  |                                     |  |
|                                    |                                     | Therese Pavlitsjek                      | …                                       |  |  |       |  |  |                                           |  |  |                                     |  |
|                                    |                                     | Therese Pavlitsjek                      | …                                       |  |  |       |  |  |                                           |  |  |                                     |  |
|                                    |                                     | Therese Pavlitsjek                      | …                                       |  |  |       |  |  |                                           |  |  |                                     |  |
| Hans Ulrich von Holzhausen         |                                     | Therese Pavlitsjek                      |                                         |  |  |       |  |  |                                           |  |  |                                     |  |
|                                    |                                     | …                                       | …                                       |  |  |       |  |  |                                           |  |  |                                     |  |
|                                    |                                     | …                                       | …                                       |  |  |       |  |  |                                           |  |  |                                     |  |
|                                    |                                     | …                                       | …                                       |  |  |       |  |  |                                           |  |  |                                     |  |
| Mary Heyssler                      |                                     | …                                       |                                         |  |  |       |  |  |                                           |  |  |                                     |  |
|                                    |                                     | …                                       | …                                       |  |  |       |  |  |                                           |  |  |                                     |  |
|                                    |                                     | …                                       | …                                       |  |  |       |  |  |                                           |  |  |                                     |  |
|                                    |                                     | …                                       | …                                       |  |  |       |  |  |                                           |  |  |                                     |  |
| Johannes von Holzhausen            |                                     | …                                       |                                         |  |  |       |  |  |                                           |  |  |                                     |  |
|                                    | Leopoldo Salvatore d'Asburgo-Lorena | Carlo Salvatore d'Asburgo-Lorena        |                                         |  |  |       |  |  |                                           |  |  |                                     |  |
|                                    | Leopoldo Salvatore d'Asburgo-Lorena | Carlo Salvatore d'Asburgo-Lorena        |                                         |  |  |       |  |  |                                           |  |  |                                     |  |
|                                    | Leopoldo Salvatore d'Asburgo-Lorena | Maria Immacolata di Borbone-Due Sicilie |                                         |  |  |       |  |  |                                           |  |  |                                     |  |
| Antonio d'Asburgo-Lorena           | Leopoldo Salvatore d'Asburgo-Lorena |                                         |                                         |  |  |       |  |  |                                           |  |  |                                     |  |
|                                    |                                     | Bianca di Borbone-Spagna                | Carlo Maria di Borbone-Spagna           |  |  |       |  |  |                                           |  |  |                                     |  |
|                                    |                                     | Bianca di Borbone-Spagna                | Carlo Maria di Borbone-Spagna           |  |  |       |  |  |                                           |  |  |                                     |  |
|                                    |                                     | Bianca di Borbone-Spagna                | Margherita di Borbone-Parma             |  |  |       |  |  |                                           |  |  |                                     |  |
| Maria Magdalena d'Asburgo-Lorena   |                                     | Bianca di Borbone-Spagna                |                                         |  |  |       |  |  |                                           |  |  |                                     |  |
|                                    |                                     | Ferdinando I di Romania                 | Leopoldo di Hohenzollern-Sigmaringen    |  |  |       |  |  |                                           |  |  |                                     |  |
|                                    |                                     | Ferdinando I di Romania                 | Leopoldo di Hohenzollern-Sigmaringen    |  |  |       |  |  |                                           |  |  |                                     |  |
|                                    |                                     | Ferdinando I di Romania                 | Antonia di Braganza                     |  |  |       |  |  |                                           |  |  |                                     |  |
| Ileana di Romania                  |                                     | Ferdinando I di Romania                 |                                         |  |  |       |  |  |                                           |  |  |                                     |  |
|                                    |                                     | Maria di Sassonia-Coburgo-Gotha         | Alfredo, duca di Sassonia-Coburgo-Gotha |  |  |       |  |  |                                           |  |  |                                     |  |
|                                    |                                     | Maria di Sassonia-Coburgo-Gotha         | Alfredo, duca di Sassonia-Coburgo-Gotha |  |  |       |  |  |                                           |  |  |                                     |  |
|                                    |                                     | Maria di Sassonia-Coburgo-Gotha         | Marija Aleksandrovna Romanova           |  |  |       |  |  |                                           |  |  |                                     |  |
|                                    |                                     | Maria di Sassonia-Coburgo-Gotha         |                                         |  |  |       |  |  |                                           |  |  |                                     |  |

## Filmografia
- Ritratti di famiglia (1989)
- La storia del svestito (1990)
- Due spot per Humanic  (1991)
- Gli dei chi amano? (1992)
- Notte di piombo (1994)
- Zero crossing (2000)
- Su tutti i mari del mondo (2001)

## Riconoscimenti
- Premio al miglior film al Cinéma du réel nel 1993
- Premio al miglior documentario al Festival internazionale di Melbourne nella categoria Short Film nel 1993
- Premio d'oro al Festival del cinema del Nord Caroline nel 1993
- Miglior documentario al New York Expo of Short film nel 1993
- Incoraggiamento Art Film Prize nel 1993 dal Ministero della Pubblica Istruzione e delle Arti